# 崙子橋
崙子橋，或稱崙子大橋，臺灣的跨縣公路橋樑，為大甲媽祖遶境進香必經香路，橫跨北港溪，位於雲林、嘉義二縣之間，連接土庫鎮、元長鄉與新港鄉之間的交通，為縣道145甲線重要與最長橋樑。

## 歷史

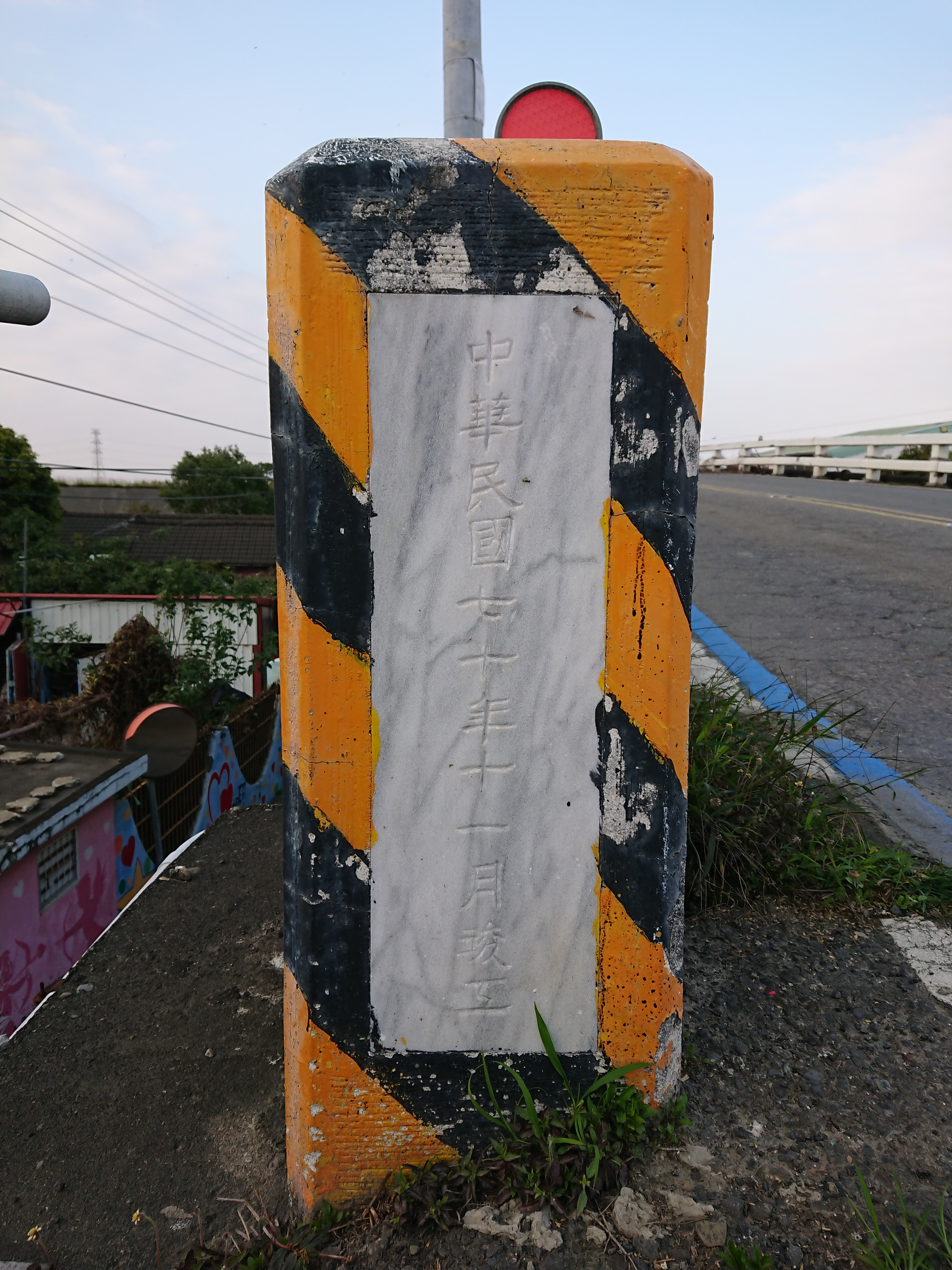
崙子橋竣工日期銘牌

1981年11月通車，預計於2022年11月動工改建，第二代崙子橋預計於2025年3月完工通車，造價為新台幣9億8121萬元，交通部公路總局補助4億7412萬5000元，水利署補助3億2485萬6,000元，其餘雲林縣政府主要配合出資1億8133萬2,000元，嘉義縣政府配合新台幣89萬7000元。